# Sphagneticola brachycarpa
Sphagneticola brachycarpa é uma planta herbácea perene, nativa da América Central e Caribe.

## Características
Possui folhas verde-brilhantes, lanceoladas a ovais, folhas opostas, de textura áspera ao toque e apresentam nervuras bem marcadas. Crescimento rápido e rasteiro, formando densos tapetes vegetais, adaptada a diversas condições de solo e clima.